# 1734 en droit
Cet article présente les faits marquants de l'année 1734 en droit.

## Événements
- 10 avril : incendie de la ville de Montréal, Québec. Une esclave noire, Marie-Josèphe-Angélique, est accusée et exécuté le 21 juin[1].

- 2 décembre : traité de commerce entre la Russie et la Grande-Bretagne[2].